# 마리아 엘레나 스웨트
마리아 엘레나 스웨트(María Elena Swett, 1979년 4월 11일 ~ )는 칠레의 배우이다.